# Jirek Mas
Jirek Mas is een bestuurslaag in het regentschap Bondowoso van de provincie Oost-Java, Indonesië. Jirek Mas telt 1635 inwoners (volkstelling 2010).